# ري سانشيز
ري سانشيز (بالإنجليزية: Rey Sánchez) هو لاعب كرة قاعدة أمريكي، ولد في 5 أكتوبر 1967 في ريو بيدراس ‏ في بورتوريكو.

## وصلات خارجية
- ري سانشيز على موقعبيزبول رفرنس.كوم (الدوري الرئيسي) (الإنجليزية)
- ري سانشيز على موقع مشجعي الرسوم البيانية (الإنجليزية)